# Гленейр (Міссурі)
Гленейр (англ. Glenaire) — місто (англ. city) в США, в окрузі Клей штату Міссурі. Населення — 539 осіб (2020).

## Географія
Гленейр розташований за координатами 39°13′11″ пн. ш. 94°27′5″ зх. д. / 39.21972° пн. ш. 94.45139° зх. д. (39.219727, -94.451461).  За даними Бюро перепису населення США в 2010 році місто мало площу 0,70 км², уся площа — суходіл.

## Демографія
Згідно з переписом 2010 року, у місті мешкало 545 осіб у 220 домогосподарствах у складі 166 родин. Густота населення становила 776 осіб/км².  Було 231 помешкання (329/км²).
Расовий склад населення:
| - 96,7 % — білих - 0,9 % — азіатів - 0,4 % — корінних американців - 0,4 % — чорних або афроамериканців |

До двох чи більше рас належало 1,3 %. Частка іспаномовних становила 1,5 % від усіх жителів.
За віковим діапазоном населення розподілялося таким чином: 22,0 % — особи молодші 18 років, 61,5 % — особи у віці 18—64 років, 16,5 % — особи у віці 65 років та старші. Медіана віку мешканця становила 42,5 року. На 100 осіб жіночої статі у місті припадало 89,2 чоловіків;  на 100 жінок у віці від 18 років та старших — 92,3 чоловіків також старших 18 років.
Середній дохід на одне домашнє господарство  становив 66 453 долари США (медіана — 51 875), а середній дохід на одну сім'ю — 76 399 доларів (медіана — 65 625). За межею бідності перебувало 7,0 % осіб, у тому числі 20,3 % дітей у віці до 18 років та 0,0 % осіб у віці 65 років та старших.
Цивільне працевлаштоване населення становило 215 осіб. Основні галузі зайнятості: освіта, охорона здоров'я та соціальна допомога — 20,9 %, виробництво — 11,2 %, транспорт — 9,8 %, мистецтво, розваги та відпочинок — 9,3 %.